# Пату (боевая палица)

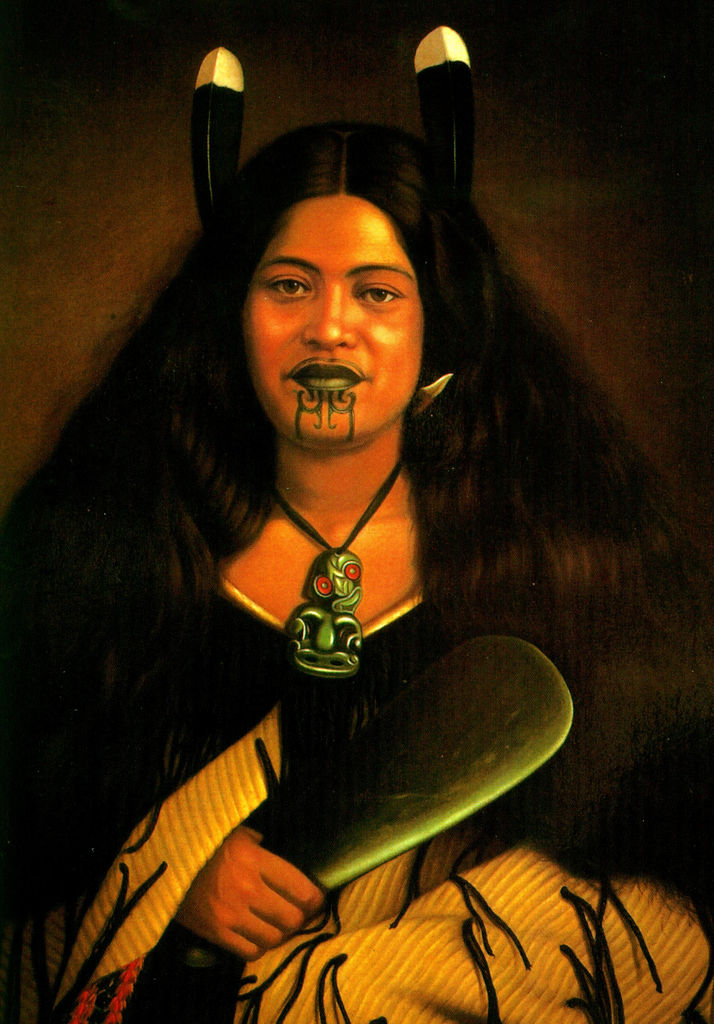
Портрет Паре Ватене с палицей. Готфрид Линдауэр, 1878

Пату — короткая, плоская полинезийская боевая палица с утолщённой рукояткой, выполненная из дерева, полированного камня или китовой кости. Помимо прямого назначения используется также как символ, считается, что у них есть мана.
У маори разные виды пату имеют собственные названия: каменные назывались «пату-онева» (маори patu ōnewa), костяные — «пату-параоа», пату в форме восьмёрки называется «котиате», несимметричный пату с фигуркой человека — «вахаика». Пату-онева изготавливали из бурого песчаника, вулканических пород, включая пемзу, а также из поунаму (зелёного камня, жада). Пату, выполненные из поунаму, называются «мере» или «мере-поунаму»; они были символом власти и почти всегда принадлежали вождям иви. Как и всему остальному оружию, маори давали пату, долго бывшим в употреблении, собственные имена. К примеру известно пату под названием «Кровавая рука» (маори Te Ringa Toto).
Производство палиц из дерева (всегда украшенных резьбой) и полированного камня требовало много времени и сил и могло занимать больше года, из-за чего в битве их использовали особым щадящим образом, никогда не нанося ими удары как топором. Зелёный камень для мере-поунаму, к примеру, откалывали кусками прочного песчаника или сланца, а затем полировали кварцевым песком. В рукоятке готового пату обычно просверливали отверстие, через которое пропускали жгут, а затем обматывали его вокруг кисти, держащей палицу; другая рука держала плетёный щит. Воин старался схватить врага за волосы и резким ударом или тычком палицы попасть ему по виску, либо вонзить палицу под рёбра.
В XXI веке военное использование пату прекратилось, однако их стали часто использовать при исполнении танцев и песен, а также на мероприятиях. Кроме того, мере изображён на флаге «Кохитанга» вместе со свитком договора Вайтанги. Исторически враждовавшие племена обменивались мере-поунаму в знак мира, примером такого символа является мере маори Hine-nui-o-te-paua, переданное племени Нгати-Паоа от племени Нгапухи.

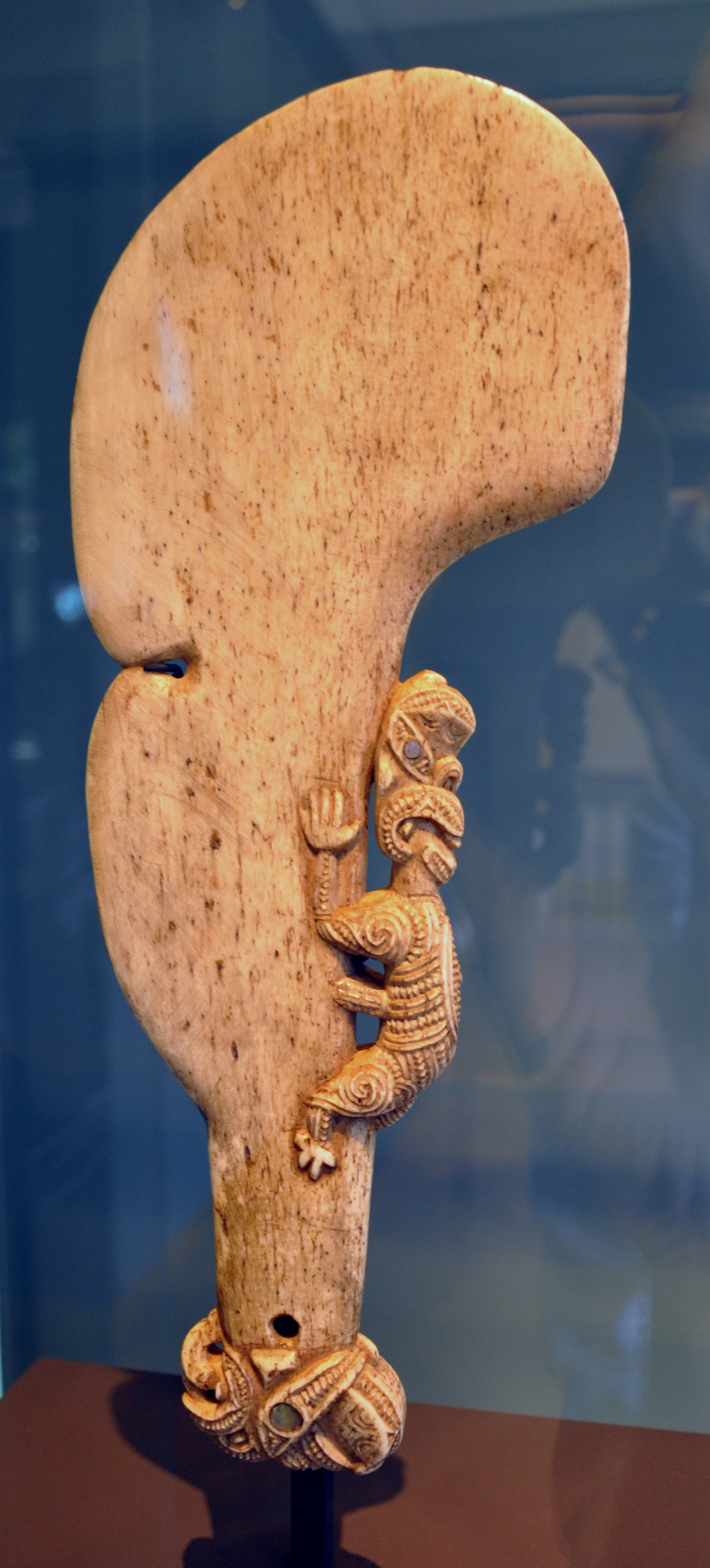
Вахаика
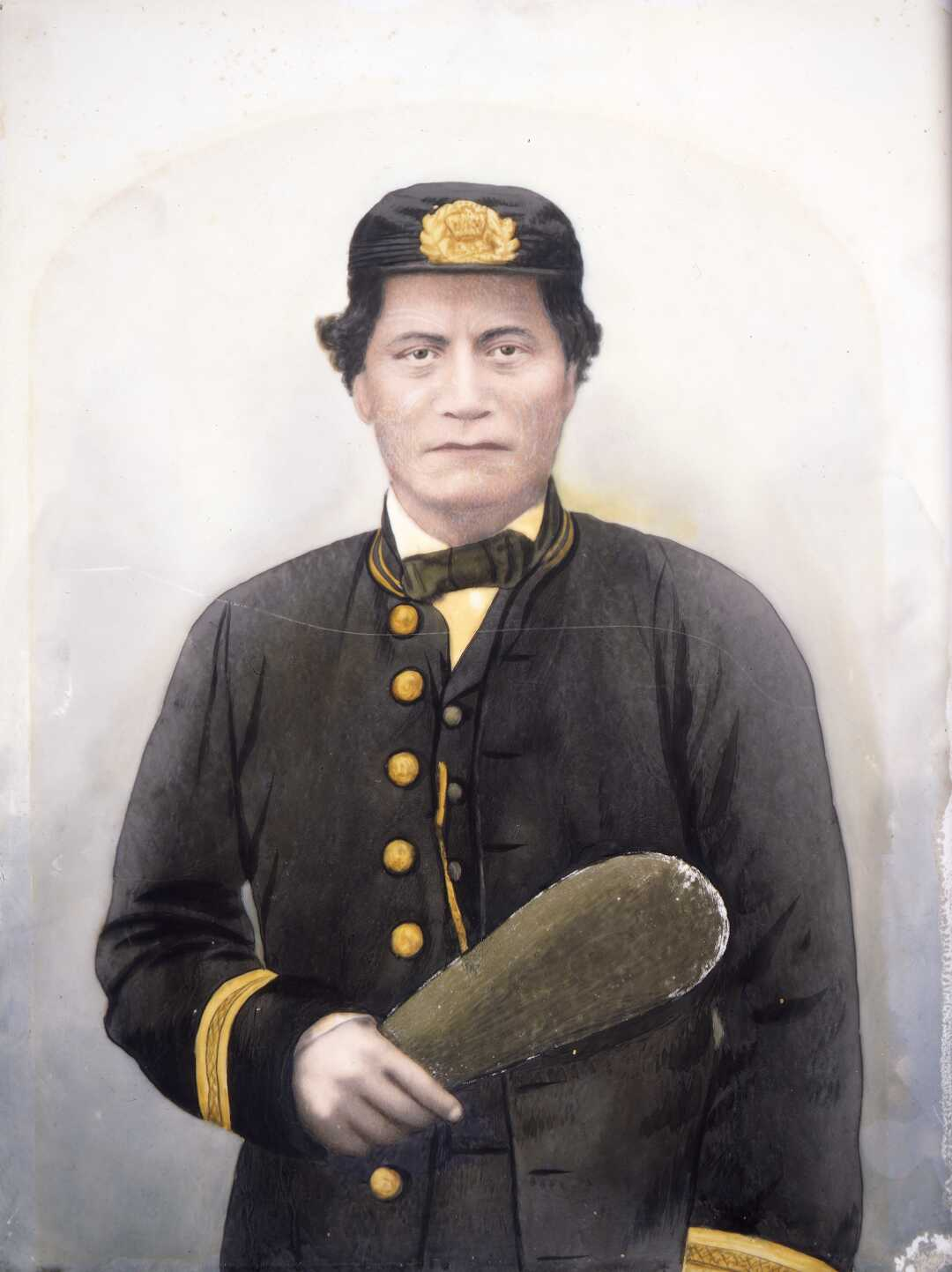
Вождь Равири Пуаха с пату
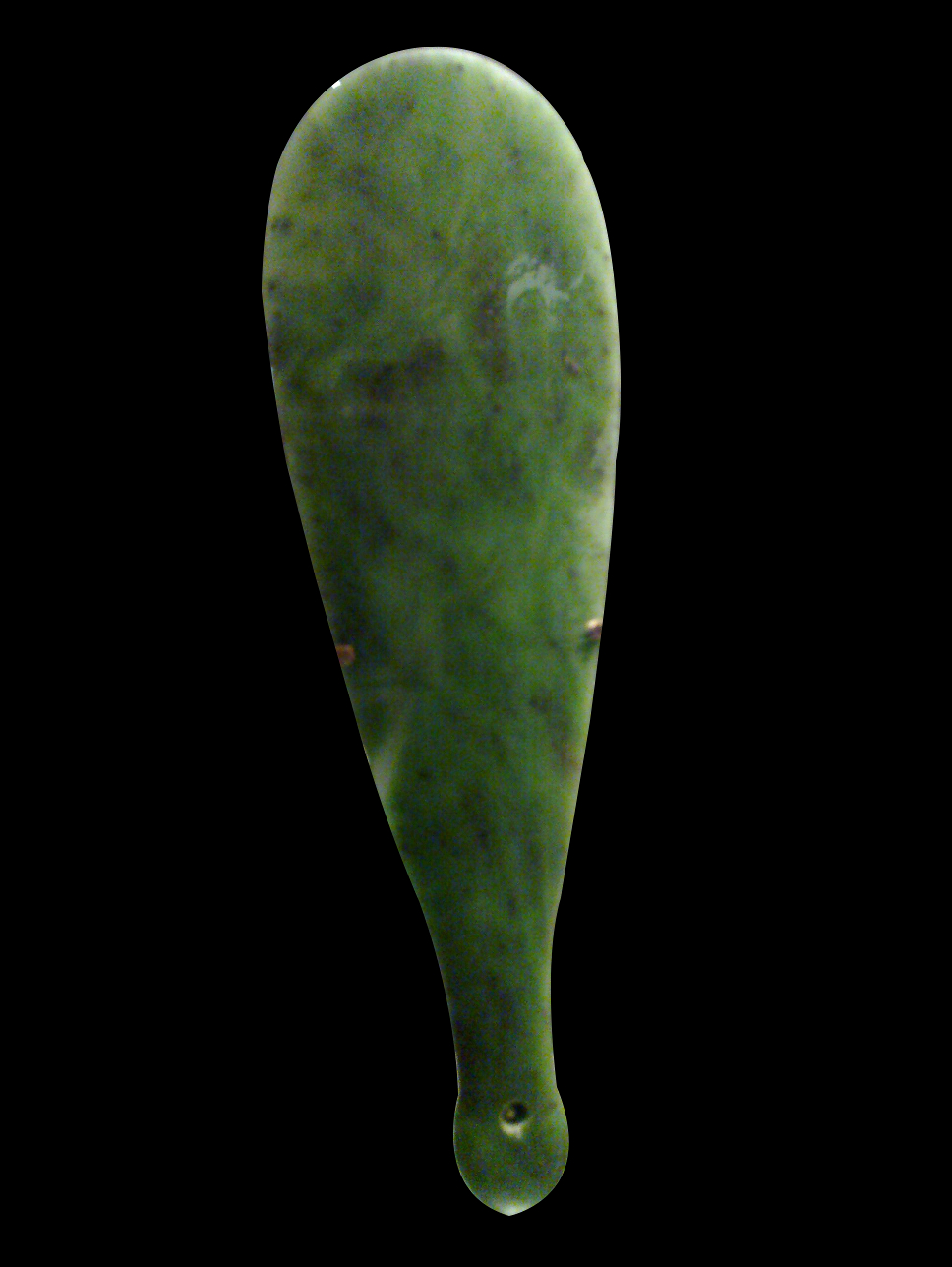
Мере-поунаму